# Nazionale maschile di football americano della Svizzera
La nazionale di football americano della Svizzera è la selezione maggiore maschile di football americano della Federazione Svizzera di American Football, che rappresenta la Svizzera nelle varie competizioni ufficiali o amichevoli riservate a squadre nazionali.

## Risultati
Legenda: Grassetto: Risultato migliore, Corsivo: Mancate partecipazioni

## Dettaglio stagioni

### Amichevoli
| Stagione | Vin | Par | Per | Tot | PF | PS | avversaria  |
| -------- | --- | --- | --- | --- | -- | -- | ----------- |
| 2014     | 0   | 0   | 1   | 1   | 0  | 17 | Serbia      |
| 2015     | 1   | 0   | 0   | 1   | 12 | 0  | Paesi Bassi |
| 2017     | 0   | 0   | 1   | 1   | 6  | 13 | Polonia     |
| Totale   | 1   | 0   | 2   | 3   | 18 | 30 |             |

Fonte: americanfootballitalia.com

### Tornei

#### Europei

##### Europeo ante-2001/Europeo dal 2018

###### Fase finale
| Stagione | regular season | regular season | regular season | regular season | regular season | regular season | playoff | playoff | playoff | playoff | playoff | playoff          | playoff    |
|          | Vin            | Par            | Per            | Tot            | PF             | PS             | Vin     | Per     | Tot     | PF      | PS      | risultato        | avversaria |
| -------- | -------------- | -------------- | -------------- | -------------- | -------------- | -------------- | ------- | ------- | ------- | ------- | ------- | ---------------- | ---------- |
| 2021     | -              | -              | -              | -              | -              | -              | 1       | 1       | 2       | 44      | 36      | Decimo posto     | Russia     |
| 2023     | -              | -              | -              | -              | -              | -              | 0       | 1       | 1       | 0       | 15      | Undicesimo posto | Rep. Ceca  |
| Totale   | -              | -              | -              | -              | -              | -              | 1       | 2       | 3       | 44      | 51      |                  |            |

Fonte: americanfootballitalia.com

###### Qualificazioni
| Stagione | regular season | regular season | regular season | regular season | regular season | regular season | playoff | playoff | playoff | playoff | playoff | playoff                         | playoff        |
|          | Vin            | Par            | Per            | Tot            | PF             | PS             | Vin     | Per     | Tot     | PF      | PS      | risultato                       | avversaria     |
| -------- | -------------- | -------------- | -------------- | -------------- | -------------- | -------------- | ------- | ------- | ------- | ------- | ------- | ------------------------------- | -------------- |
| 1987     | 1              | 0              | 3              | 4              | 0+?            | 125+?          | -       | -       | -       | -       | -       |                                 | Germania Ovest |
| 2015     | 1              | 0              | 0              | 1              | 21             | 0              | -       | -       | -       | -       | -       | Qualificata al turno successivo | Slovacchia     |
| 2016     | -              | -              | -              | -              | -              | -              | 1       | 1       | 2       | 51      | 17      | Terzo posto                     | Israele        |
| 2019     | 0              | 0              | 2              | 2              | 0              | 104            | -       | -       | -       | -       | -       |                                 | -              |
| 2022     | 0              | 0              | 2              | 2              | 19             | 55             | -       | -       | -       | -       | -       |                                 | -              |
| 2024     | 0              | 0              | 2              | 2              | 7              | 72             | -       | -       | -       | -       | -       |                                 | -              |
| Totale   | 2              | 0              | 9              | 11             | 47+?           | 356+?          | 1       | 1       | 2       | 51      | 17      |                                 |                |

Fonte: americanfootballitalia.com

##### Europeo C
| Stagione | regular season | regular season | regular season | regular season | regular season | regular season | playoff | playoff | playoff | playoff | playoff | playoff       | playoff    |
|          | Vin            | Par            | Per            | Tot            | PF             | PS             | Vin     | Per     | Tot     | PF      | PS      | risultato     | avversaria |
| -------- | -------------- | -------------- | -------------- | -------------- | -------------- | -------------- | ------- | ------- | ------- | ------- | ------- | ------------- | ---------- |
| 2007     | 1              | 0              | 1              | 2              | 47             | 43             | 1       | 0       | 1       | 32      | 19      | Terzo posto   | Serbia     |
| 2012     | -              | -              | -              | -              | -              | -              | 1       | 1       | 2       | 34      | 39      | Secondo posto | Serbia     |
| Totale   | 1              | 0              | 1              | 2              | 47             | 43             | 2       | 1       | 3       | 66      | 58      |               |            |

Fonte: americanfootballitalia.com

#### Alps Bowl
| Stagione | regular season | regular season | regular season | regular season | regular season | regular season | playoff | playoff | playoff | playoff | playoff | playoff       | playoff    |
|          | Vin            | Par            | Per            | Tot            | PF             | PS             | Vin     | Per     | Tot     | PF      | PS      | risultato     | avversaria |
| -------- | -------------- | -------------- | -------------- | -------------- | -------------- | -------------- | ------- | ------- | ------- | ------- | ------- | ------------- | ---------- |
| 2015     | -              | -              | -              | -              | -              | -              | 0       | 1       | 1       | 19      | 30      | Secondo posto | Italia     |
| 2016     | -              | -              | -              | -              | -              | -              | 1       | 0       | 1       | 12      | 9       | Campioni      | Italia     |
| 2018     | -              | -              | -              | -              | -              | -              | 0       | 1       | 1       | 8       | 43      | Secondo posto | Italia     |
| 2019     | -              | -              | -              | -              | -              | -              | 0       | 1       | 1       | 0       | 38      | Secondo posto | Italia     |
| Totale   | -              | -              | -              | -              | -              | -              | 1       | 3       | 4       | 39      | 120     |               |            |

Fonte: americanfootballitalia.com

### Riepilogo partite disputate
| Anno              | Luogo              | Evento                 | Fase del torneo           | Incontro                  | Risultato     |
| 1987              | ?                  | Europeo                | Qualificazioni            | Austria - Svizzera        | ? - ?         |
| 1987              | ?                  | Europeo                | Qualificazioni            | Svizzera - Austria        | ? - ?         |
| 1987              | Berna              | Europeo                | Qualificazioni            | Svizzera - Germania Ovest | 0 - 53        |
| 1987              | Schweinfurt        | Europeo                | Qualificazioni            | Germania Ovest - Svizzera | 72 - 0        |
| 2007              | Wolfsberg          | Europeo C              | Girone                    | Paesi Bassi - Svizzera    | 8 - 40        |
| 2007              | Wolfsberg          | Europeo C              | Girone                    | Svizzera - Austria        | 7 - 35        |
| 2007              | Vienna             | Europeo C              | Finale 3º - 4º posto      | Svizzera - Serbia         | 32 - 19       |
| 2012              | San Gallo          | Europeo C              | Semifinale                | Svizzera - Russia         | 20 - 19       |
| 2012              | Hohenems           | Europeo C              | Finale                    | Svizzera - Serbia         | 14 - 20       |
| 2014              | Winterthur         | Amichevole             |                           | Svizzera - Serbia         | 0 - 17        |
| 10 gennaio 2015   | Pero               | Alps Bowl I            |                           | Italia - Svizzera         | 30 - 19       |
| 2015              | Thun               | Amichevole             |                           | Svizzera - Paesi Bassi    | 12 - 0        |
| 26 settembre 2015 | Basilea            | Europeo                | Qualificazioni            | Svizzera - Slovacchia     | 21 - 0        |
| 9 gennaio 2016    | Pero               | Alps Bowl II           |                           | Italia - Svizzera         | 9 - 12        |
| 2 settembre 2016  | Lignano Sabbiadoro | Europeo                | Qualificazioni            | Serbia - Svizzera         | 17 - 0        |
| 4 settembre 2016  | Lignano Sabbiadoro | Europeo                | Qualificazioni            | Israele - Svizzera        | 0 - 51        |
| 2017              | Lubin              | Amichevole             |                           | Polonia - Svizzera        | 13 - 6        |
| 29 gennaio 2018   | Bologna            | Alps Bowl III          |                           | Italia - Svizzera         | 43 - 8        |
| 21 settembre 2019 | Coira              | Europeo A              | Qualificazioni            | Svizzera - Austria        | 0 - 66        |
| 20 ottobre 2019   | Milano             | Europeo A/Alps Bowl IV | Qualificazioni/Finale     | Italia - Svizzera         | 38 - 0        |
| agosto 2021       |                    | Europeo A              | Semifinale 9º - 12º posto | Svizzera - Paesi Bassi    | 35 - 0 d.g.s. |
| 30 ottobre 2021   | Basilea            | Europeo A              | Finale 9º - 10º posto     | Svizzera - Russia         | 9 - 36        |
| 16 ottobre 2022   | Basilea            | Europeo A              | Qualificazioni            | Svizzera - Svezia         | 6 - 31        |
| 23 ottobre 2022   | Kragujevac         | Europeo A              | Qualificazioni            | Serbia - Svizzera         | 24 - 13       |
| 6 agosto 2023     | Ústí nad Labem     | Europeo A              | Semifinale 9º - 12º posto | Rep. Ceca - Svizzera      | 15 - 0        |
| 12 ottobre 2024   | Thun               | Europeo A              | Qualificazioni            | Svizzera - Italia         | 0 - 45        |
| 19 ottobre 2024   | Copenaghen         | Europeo A              | Qualificazioni            | Danimarca - Svizzera      | 27 - 7        |

## Confronti con le altre Nazionali
Questi sono i saldi della Svizzera nei confronti delle Nazionali incontrate.

### Saldo positivo
| Nazionale   | Giocate | Vinte | Pareggiate | Perse | PF | PS | Ultima vittoria | Ultimo pari | Ultima sconfitta |
| ----------- | ------- | ----- | ---------- | ----- | -- | -- | --------------- | ----------- | ---------------- |
| Paesi Bassi | 3       | 3     | 0          | 0     | 87 | 8  | 2021            | -           | -                |
| Israele     | 1       | 1     | 0          | 0     | 51 | 0  | 2016            | -           | -                |
| Slovacchia  | 1       | 1     | 0          | 0     | 21 | 0  | 2015            | -           | -                |

### Saldo in pareggio
| Nazionale | Giocate | Vinte | Pareggiate | Perse | PF | PS | Ultima vittoria | Ultimo pari | Ultima sconfitta |
| --------- | ------- | ----- | ---------- | ----- | -- | -- | --------------- | ----------- | ---------------- |
| Russia    | 2       | 1     | 0          | 1     | 29 | 55 | 2012            | -           | 2021             |

### Saldo negativo
| Nazionale      | Giocate | Vinte | Pareggiate | Perse | PF    | PS      | Ultima vittoria | Ultimo pari | Ultima sconfitta |
| -------------- | ------- | ----- | ---------- | ----- | ----- | ------- | --------------- | ----------- | ---------------- |
| Italia         | 5       | 1     | 0          | 4     | 39    | 165     | 2016            | -           | 2024             |
| Austria        | 4       | 1     | 0          | 3     | 7 + ? | 101 + ? | 1987            | -           | 2019             |
| Serbia         | 5       | 1     | 0          | 4     | 59    | 97      | 2007            | -           | 2022             |
| Svezia         | 1       | 0     | 0          | 1     | 14    | 21      | -               | -           | 2022             |
| Polonia        | 1       | 0     | 0          | 1     | 6     | 13      | -               | -           | 2017             |
| Rep. Ceca      | 1       | 0     | 0          | 1     | 0     | 15      | -               | -           | 2017             |
| Danimarca      | 1       | 0     | 0          | 1     | 7     | 27      | -               | -           | 2024             |
| Germania Ovest | 2       | 0     | 0          | 2     | 0     | 125     | -               | -           | 1987             |

## Roster storici
| Roster della Svizzera - Alps Bowl III |
| --- |
| Quarterback - Claudio Ferrari - Richard Wartmann Running Back - Dimitri Gfeller - Yannik Pankrath - Jan Matiaska FB - Elias Douglas - Ibony Mbungu Wide Receiver - Antoine Brandt - Mohamed Elshafie - Timon Léonard Meynard - Mathieu Lechaire - Cheyasin Secka - Juan Viscardi Tight End - Alexander Wehrli Offensive Linemen - Geoffrey Scarantino - Yann Prudat - Nicolas Spielmann - Timothy Schmid - Bruce Widmer - Manuel Kohli - Matthias Münger - Bernhard Bänz - Stefan Fritsche Defensive Linemen - Dominik Liechti - Jonatan Brunner - Andrea Fontana - Tim Hänni - Michaël Noué - Jean-Pierre Stadler - Manuel Waser - Pascal Hollenstein Linebacker - Gaël Jimenez - Silas Grünefelder - Dea Baumann - Joel Muntwyler - Fabian Strahm - Dario Kolb - Johannes Brunner Defensive Back - Vincent Cottier - Alex Raich - Thomas Kadesh - Sebastian Bocchi - Hudson Muff - Matthias Tanno Special Team Roster aggiornato al 6 novembre 2024 Coaching staff HC Chris Winter |

| Roster della Svizzera - Svizzera-Austria qualificazioni europee 2019 |
| --- |
| Quarterback - 7 Richard Wartmann - 9 Benaya Alerini Running Back - 28 Ibony Mbungu - 29 Maxime Praz - 33 Andres Silva - 34 Carl Holdt - 36 Leon Simioni Wide Receiver - 10 Mateo Horber - 80 Pascal Rüegg - 83 Dario Weder - 86 Etienne Sticher - 88 Juan Viscardi Tight End - 81 Finn Matiaska - 87 Thomas Kilchmann Offensive Linemen - 64 Stefan Fritsche - 65 Filip Kovljenic - 66 Federico Ferretti - 69 Yann Prudat - 70 Patrick Bachmann - 72 Timothy Schmid - 75 Silas Müller - 77 Michel Derungs Defensive Linemen - 40 Cédric Charpilloz - 44 Cédric Vuagniaux - 54 Tim Hänni - 55 Jonatan Brunner - 90 Milos Panic - 92 Pascal Hollenstein - 94 Jean-Pierre Stadler Linebacker - 37 Gaël Jimenez - 38 Kai Takahashi - 39 Labinot Arapi - 42 Fabian Strahm - 49 Andreas Buri - 51 Fabio Rothmund Defensive Back - 1 Christian Noah - 8 Sylvain Pfund - 13 Dominic Mischler - 20 Wilson Idemudia - 21 Cédric Cordey - 22 Matthias Tanno - 25 Thomas Kadesh - 27 Vincent Cottier Special Team - 17 Theo Stirnimann Roster aggiornato al 8 aprile 2025 Coaching staff HC Chris Winter · Coord. Darius Willis · Coach Alexandre Rouge · Coach Thomas Reiser · Coach Daniel Zinsli · Coach Matt Hammer · Coach Thomas Zarinac · Coach Guillermo Daruich · Coach JC Williams · Coach Urs Gersbach · Coach Armand Menson · Coach Christian Bolt |

| Roster della Svizzera - Italia-Svizzera qualificazioni europee 2019/Alps Bowl IV |
| --- |
| Quarterback - 7 Richard Wartmann - 9 Benaya Alerini Running Back - 28 Ibony Mbungu - 29 Maxime Praz - 33 Andres Silva - 34 Carl Holdt - 36 Leon Simioni Wide Receiver - 10 Mateo Horber - 80 Pascal Rüegg - 83 Dominic Gruber - 86 Etienne Sticher - 88 Juan Viscardi Tight End - 81 Marco Musio - 87 Thomas Kilchmann Offensive Linemen - 64 Joaquim-Jonathan Castelo - 65 Filip Kovljenic - 66 Federico Ferretti - 69 Yann Prudat - 70 Patrick Bachmann - 75 Silas Müller - 77 Michel Derungs Defensive Linemen - 40 Cédric Charpilloz - 42 Cédric Vuagniaux - 55 Johannes Brunner - 58 Dominik Liechti - 90 Milos Panic - 92 Pascal Hollenstein - 94 Jean-Pierre Stadler Linebacker - 37 Gaël Jimenez - 39 Labinot Arapi - 44 Fabian Strahm - 47 Jonathan Falk - 49 Andreas Buri - 51 Fabio Rothmund - 54 Dennis Steffen Defensive Back - 1 Tim Hagmann - 8 Sylvain Pfund - 13 Dominic Mischler - 20 Wilson Idemudia - 21 Cédric Cordey - 22 Matthias Tanno - 25 Thomas Kadesh - 27 Vincent Cottier Special Team - 17 Theo Stirnimann K/P Roster aggiornato al 10 aprile 2025 Coaching staff HC Chris Winter · Coord. Darius Willis · Coach Alexandre Rouge · Coach Thomas Reiser · Coach Daniel Zinsli · Coach Matt Hammer · Coach Thomas Zarinac · Coach Guillermo Daruich · Coach JC Williams · Coach Urs Gersbach · Coach Armand Menson · Coach Christian Bolt |

| Roster della Svizzera - Repubblica Ceca-Svizzera semifinale europeo A 2023 |
| --- |
| Quarterback - Ralph Trachsel - Benaya Alerini - Silvano Romang Running Back - Noah Gygax - Ibony Mbungu - Andres Silva - Kevin Audétat Wide Receiver - Angelo Valentino - Dominic Gruber - Luca Wyss - Kim Realini - Leandro Bianchi Tight End - Carl Holdt - Nicklaus Matti Offensive Linemen - Bruno Krebs - Mischa Bernard - Marco Knobel - Sederic Lanz - Andrin Jordi - Antoine Feuvrier - Nicolas Hug - Sebastian Lühti Defensive Linemen - Florian Zwicky - Benjamin Fleury - Samuel Spichiger - Joël Wyss - Jean-Paul Vassali - Roman Mathis - Gaël Jimenez - Mike Allotey-Kelvin Linebacker - Fabian Strahm - Damien Lehmann - Guillaume Rolle - Kenny Gongarad-Nkoua Gampio - Pierrot Blanc - Julien Conus Defensive Back - Dominic Mischler - Jack Pulcrano - Patrick Grand - Leonardo Wirz - Michael Bazeyidio - Benjamin Reymond - Johnny Wickart - Loris Brecher Special Team - Angelo de Feo K/P Roster aggiornato al 15 aprile 2025 Coaching staff HC Rudolf Fonkoué · DC Jonathan Falk · OA Darius Willis · DA Alexandre Rouge · DA Don Clemons · DA Cédric Cordey |

| Roster della Svizzera - Danimarca-Svizzera qualificazioni europee 2024 |
| --- |
| Quarterback - 7 Matthieu Faugère - 1 Nicolas Leibundgut - 8 Loris Lenzlinger Running Back - 86 Lennox Gautschi - 58 Noah Gygax - 34 Thomas Sany - 24 Leon Simioni Wide Receiver - 83 Leandro Bianchi - 40 Dominic Gruber - 13 Timo Hager - 88 Leroy Rümmeli - 10 Milan Spiller - 84 Fabio Stukator Tight End - 25 Theo Stirnimann - 80 Killian Teixeira Offensive Linemen - 72 Patrick Bachmann - 78 Timothy Berchtold - 70 Mischa Bernard - 66 Marco Knobel - 77 Sascha Knobel - 59 Bruno Krebs - 69 Sebastian Lühti - 57 Furkan Yakici Defensive Linemen - 94 Yannick Friedberg - 98 Dominik Liechti - 92 Etienne Lienert - 51 Pierre-Yves Majo - 54 Luca Steiner - 55 Nathan Tompsett Linebacker - 9 Dominik Baumgartner - 45 Andreas Buri - 44 Damien Lehmann - 22 Sasha Magros - 37 Pascal Meier - 47 Kimi Panayotopoulos Defensive Back - 20 Olivier Agbodjan-Prince - 29 Samuel Friedli DB/WR - 21 Kenny Gongarad-Nkoua Gampio - 27 Wilson Idemudia - 28 Dominic Mischler - 38 Benjamin Reymond - 33 Leonardo Wirz - 42 Romano Zanella - 39 Florian Ziegler Special Team - 17 Nils Jonkmans K Roster aggiornato al 3 aprile 2025 Coaching staff HC Rudolf Fonkoué · DC Lukas Ruoss · RB Darius Willis · RB Urs Gersbach · QB Ralph Trachsel · OL Bastian Nau · RB Michael Kellenberger · DL Alexandre Rouge · DL Thomas Reiser |